# Klaudia Jans-Ignacik
Klaudia Jans-Ignacik (født 24. september 1984 i Gdynia, Polen) er en kvindelig professionel tennisspiller fra Polen.
Klaudia Jans-Ignacik højeste rangering på WTA single rangliste var som nummer 410, hvilket hun opnåede 16. august 2004. I double er den bedste placering nummer 40, hvilket blev opnået 10. oktober 2011. 
Klaudia Jans-Ignacik blev gift med den polske sportskommentator Bartosz Ignacik i 2011, hvorefter hun ændrede efternavn fra Jans til Jans-Ignacik